# يوليوس فرانكس
يوليوس فرانكس (بالإنجليزية: Julius Franks)‏ هو لاعب كرة قدم أمريكية وطبيب أسنان أمريكي، ولد في 5 سبتمبر 1922 في ماكون في الولايات المتحدة، وتوفي في 26 نوفمبر 2008 في غراند رابيدز في الولايات المتحدة.